# Фристайл на зимових Олімпійських іграх 2018 — хафпайп (жінки)
Змагання з фристайлу в дисципліні хафпайп серед жінок у програмі Зимових Олімпійських ігор 2018 пройшли 19 і 20 лютого в сніговому парку «Фенікс», Пхьончхан .

## Кваліфікація на Ігри
Перші 24 спортсменки в списку розподілення олімпійських квот кваліфікувались, не більш як по чотири від кожного Національного олімпійського комітету (НОК). Всі вони мали потрапити в 30-ку найсильніших на етапах Кубка світу, або на чемпіонаті світу 2017 року у своїй дисципліні, а також набрати як мінімум 50 очок FIS під час кваліфікаційного періоду (від 1 липня 2016 року до 31 січня 2018-го). Якщо команда-господар, Південна Корея не кваліфікується, то їхній вибраний спортсмен зможе замінити останнього в списку тих, хто кваліфікувався, за умови, що всі кваліфікаційні критерії виконані.

## Медалістки
| Золото            | Срібло               | Бронза            |
| Канада Кессі Шарп | Франція Марі Мартіно | США Бріта Сігурні |

## Розклад
Час місцевий (UTC+9)
| Дата      | Час   | Коло         |
| --------- | ----- | ------------ |
| 19 лютого | 10:15 | Кваліфікація |
| 20 лютого | 10:30 | Фінал        |

## Результати

### Кваліфікація
Кваліфікація змагань пройшла 19 лютого о 10:00. У ній взяли участь 24 спортсменки, які виконали по дві спроби. У залік йшов результат кращої з них. Фристайлістки, які посіли перші 12 місць, відібралися у фінал.
| Місце | Номер | Спортсменка         | Країна                       | Спроба 1 | Спроба 2 | Краща | Нотатки |
| ----- | ----- | ------------------- | ---------------------------- | -------- | -------- | ----- | ------- |
| 1     | 3     | Кессі Шарп          | Канада                       | 93.00    | 93.40    | 93.40 | Q       |
| 2     | 7     | Марі Мартіно        | Франція                      | 91.60    | 92.00    | 92.00 | Q       |
| 3     | 1     | Бріта Сігурні       | США                          | 90.60    | 90.60    | 90.60 | Q       |
| 4     | 6     | Анналіза Дрю        | США                          | 85.40    | 86.00    | 86.00 | Q       |
| 5     | 13    | Аяна Онодзука       | Японія                       | 74.60    | 84.80    | 84.80 | Q       |
| 6     | 4     | Медді Боумен        | США                          | 83.60    | 83.80    | 83.80 | Q       |
| 7     | 11    | Сабріна Какмаклі    | Німеччина                    | 81.80    | 31.40    | 81.80 | Q       |
| 8     | 2     | Чжан Кесінь         | Китай                        | 80.60    | 81.00    | 81.00 | Q       |
| 9     | 22    | Ровен Чешір         | Велика Британія              | 74.00    | 71.40    | 74.00 | Q       |
| 10    | 8     | Валерія Демидова    | Спортсмени-олімпійці з Росії | 71.00    | 73.60    | 73.60 | Q       |
| 11    | 24    | Розалінд Греневуд   | Канада                       | 73.20    | 72.80    | 73.20 | Q       |
| 12    | 17    | Анаїс Караде        | Франція                      | 25.00    | 72.80    | 72.80 | Q       |
| 13    | 12    | Елізабет Грам       | Австрія                      | 72.20    | 20.00    | 72.20 |         |
| 14    | 10    | Саорі Судзукі       | Японія                       | 69.20    | 71.80    | 71.80 |         |
| 15    | 5     | Девін Логан         | США                          | 71.60    | 25.60    | 71.60 |         |
| 16    | 20    | Джаніна Кузма       | Нова Зеландія                | 67.80    | 48.60    | 67.80 |         |
| 17    | 14    | Моллі Саммергейз    | Велика Британія              | 60.80    | 66.00    | 66.00 |         |
| 18    | 16    | Чан Ю Джін          | Південна Корея               | 64.40    | 60.00    | 64.40 |         |
| 19    | 21    | Чай Хун             | Китай                        | 58.00    | 63.60    | 63.60 |         |
| 20    | 15    | У Мен               | Китай                        | 53.40    | 61.00    | 61.00 |         |
| 21    | 9     | Юріе Ватабе         | Японія                       | 21.20    | 56.60    | 56.60 |         |
| 22    | 18    | Бритт Гоус          | Нова Зеландія                | 52.20    | 57.40    | 57.40 |         |
| 23    | 19    | Лайла Фрійс-Саллінг | Данія                        | 45.00    | 11.80    | 45.00 |         |
| 24    | 23    | Елізабет Своні      | Угорщина                     | 30.00    | 31.40    | 31.40 |         |

### Фінал
Фінал розпочався 20 лютого о 10:30. У ньому взяли участь 12 спортсменок. У порівнянні з минулими Іграми відбулись зміни у форматі. На відміну від сочинських ігор, кожна зі спортсменок виконала по три спуски. У залік йшов результат найкращого з них. 
| Місце | Номер | Спортсменка       | Країна                       | Спроба 1 | Спроба 2 | Спроба 3 | Найкраща | Нотатки |
| ----- | ----- | ----------------- | ---------------------------- | -------- | -------- | -------- | -------- | ------- |
| 1     | 3     | Кессі Шарп        | Канада                       | 94.40    | 95.80    | 42.00    | 95.80    |         |
| 2     | 7     | Марі Мартіно      | Франція                      | 92.20    | 92.60    | 23.20    | 92.60    |         |
| 3     | 1     | Бріта Сігурні     | США                          | 89.80    | 88.60    | 91.60    | 91.60    |         |
| 4     | 6     | Анналіза Дрю      | США                          | 86.80    | 73.00    | 90.80    | 90.80    |         |
| 5     | 13    | Аяна Онодзука     | Японія                       | 50.80    | 77.20    | 82.20    | 82.20    |         |
| 6     | 8     | Валерія Демидова  | Спортсмени-олімпійці з Росії | 79.00    | 80.60    | 77.60    | 80.60    |         |
| 7     | 22    | Ровен Чешір       | Велика Британія              | 75.40    | 17.80    | 13.60    | 75.40    |         |
| 8     | 11    | Сабріна Какмаклі  | Німеччина                    | 74.20    | 57.60    | 20.40    | 74.20    |         |
| 9     | 2     | Чжан Кесінь       | Китай                        | 73.00    | 55.40    | 71.00    | 73.00    |         |
| 10    | 24    | Розалінд Греневуд | Канада                       | 70.60    | 67.80    | 66.60    | 70.60    |         |
| 11    | 4     | Медді Боумен      | США                          | 25.80    | 26.40    | 27.00    | 27.00    |         |
| 12    | 17    | Анаїс Караде      | Франція                      | DNS      | DNS      | DNS      | DNS      |         |